# النقل السككي في السويد
النقل السككي في السويد يتكون من شبكة بطول 13,000 كم، وتعتبر ال21 كتصنيف في العالم. تم بناء أول خط سككي في السويد عام 1855.
السويد عضو في الاتحاد الدولي للسكك الحديدية (UIC). ورمز البلد هو 74.

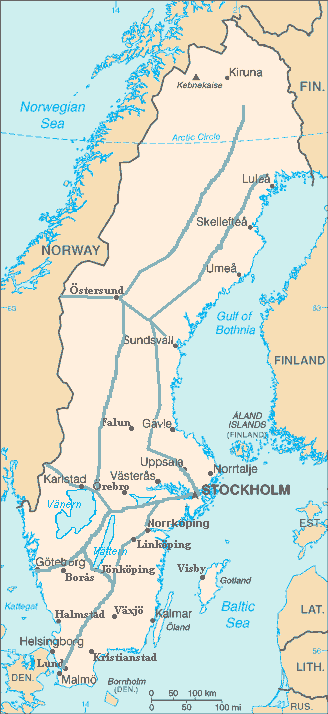
خطوط السكك الحديدية الرئيسية في السويد والتي تم بناءها ما بين 1860-1930.

## شبكة النقل
- المجموع: 12,821 كم (ويشمل 3,594 كم مملوكة لقطاع السكك الحديدية الخاص)
- معيار قياس: 12,821 كم من 1٬435 مليمتر (4 قدم (وحدة قياس) 81⁄2 بوصة) قياس (7,918 كم المكهربة و 1,152 كم المسار المزدوج (1998)
- العرض: 221 كم من 891 مليمتر (2 قدم (وحدة قياس) 11.1 بوصة) (السويدية ثلاثة القدم) قياس (2001)

## وصلات خارجية
- إدارة النقل السويدية
- الموقع الرسمي السويدي السكك الحديدية
- بالنسبة رايل والسويد يمر السكك الحديدية
- محرك بحث لجميع وسائل النقل العام داخل السويد
- "Sweden's rail system"، Railway Wonders of the World، 1936، ص. 1161–1165، مؤرشف من الأصل في 2019-06-27 وصف المصور السويدي النظام في 1930s